# CXCR3
ケモカインレセプターCXCR3はGタンパク質共役受容体であるCXCケモカインレセプターファミリーの1つである。他にGタンパク質共役受容体9 (GPR9) やCD183と呼ばれることもある。CXCR3には2つの変異体が知られている。その1つであるCXCR3-AがCXCケモカインであるCXCL9 (MIG) 、CXCL10 (IP-10) 、CXCL11 (I-TAC)に結合するが、CXCR3-Bはそれらに加えてさらにCXCL4と結合することができる。

## 発現
CXCR3は主として活性化T細胞やNK細胞、さらに上皮細胞や内皮細胞の一部にも発現している。CXCR3とCCケモカインレセプターの1つCCR5は特にTh1細胞に発現している一方、Th2細胞はCCR3、CCR4をより発現している。CXCR3のリガンドはTh1細胞の遊走を招き、付随的にCCR3のリガンドに対して反応するTh2細胞の遊走を阻害する。このようにしてCXCR3はT細胞の動員に偏りを生じさせる。

## シグナル伝達
CXCR3にCXCL9、CXCL10、CXCL11が結合すると、細胞内のCaイオンの増加と、PI3キナーゼとMAPキナーゼ (MAPK) の活性化を誘起する。シグナル経路の詳細ははっきりしていないが、他のケモカインレセプターにより引き起こされるシグナルカスケードで認められるような酵素と同一のものが関係している可能性がある。

## 機能
CXCR3はT細胞の移動を制御することができる。この受容体に対するリガンドの結合は様々な細胞の反応を引き起こし、特に重要なものとしてインテグリンの活性化、細胞骨格の変化、走化性の遊走が挙げられる。CXCR3-リガンド結合はTh1細胞を誘引し、Th1細胞の成熟を促進する。
ケモカイン誘発性細胞脱感作（リン酸化依存性受容体内部移行）のため、典型的には細胞の反応は迅速に起き、さらに持続時間は短い。細胞内の受容体が脱リン酸化されると、受容体は細胞表面に再び現れ、細胞の反応は復活する。CXCR3の顕著な特徴は、in vitroにおけるエフェクター及びメモリーT細胞の培養細胞と、様々なタイプの炎症組織に存在しているT細胞とが卓越した発現を示していることにある。加えて、CXCL9、CXCL10、CXCL11は炎症巣の局所に存在する細胞が普遍的に産生しており、このことからCXCR3とそのリガンドであるケモカインは炎症性細胞の動員に関係していることが示唆される。さらにはCXCR3は創傷治癒にも関係している。

## 疾患
CXCR3は粥状動脈硬化症、多発性硬化症、肺線維症、1型糖尿病、自己免疫性重症筋無力症、特定の腎炎、急性心移植拒絶反応に関係し、セリアック病にも関連している可能性がある。CXCR3-リガンド結合を阻害するような作用を持つ物質の開発が、上記のような疾患の新規治療法を提供できるかもしれない。

## 薬理
最近の研究により、CXCR3の競合的阻害物質となる小分子の意義が示されている。いくつかの小分子物質はCXCR3のリガンドと機能的に競合することがわかり、このような分子は関節リウマチ、炎症性腸疾患、多発性硬化症、糖尿病などの新規治療薬となる可能性がある。直近では、CXCR3のアンタゴニストに関する最初のQSAR研究が文献として発表された。In silicoモデルは、既存のまたは仮想の低分子ライブラリのスクリーニングにおいても、目的活性を有する新規分子のデザインにおいても、時間的・費用的に効率的なツールとなっている。